# مرکز خرید سنتر پوینت (تورنتو)
مرکز خرید سنتر پوینت (انگلیسی: Centerpoint Mall) یک مرکز خرید واقع در تورنتو، انتاریو، کانادا در گوشه جنوب غربی خیابان استیلز و خیابان یانگ در مرز تورنتو است.